# Шелемзар (Альборз)
Шелемзар (перс. شلمزار‎) — село на севере Ирана, в остане Альборз. Входит в состав шахрестана Саводжболаг. Является частью дехестана (сельского округа) Хив Центрального бахша.

## География
Село находится в центральной части Альборза, к югу от хребта Эльбурс, на расстоянии приблизительно 28 километров к северо-западу от Кереджа, административного центра провинции. Абсолютная высота — 1547 метров над уровнем моря.

## Население
По данным переписи 2006 года население села составляло 1336 человек (659 мужчин и 677 женщин). В Шелемзаре насчитывалось 382 семьи. Уровень грамотности населения составлял 85,4 %. Уровень грамотности среди мужчин составлял 88,47 %, среди женщин — 82,42 %.